# Akunk (Aragatsotn)
Pour les articles homonymes, voir Akunk.
Akunk ou Akunq (en arménien Ակունք ; jusqu'en 1946 Gyuzlu) est une communauté rurale du marz d'Aragatsotn, en Arménie. Elle compte 602 habitants en 2009.